# Мангутай (посёлок)
Мангута́й (от бур. Мүнгэтэй — серебряный) — посёлок в Слюдянском районе Иркутской области. Входит в Утуликское муниципальное образование.

## История
Основан в 1860-х годах как почтовая станция на Кругобайкальском тракте. В начале XX века через посёлок прошла Транссибирская железнодорожная магистраль. В 1905 году введена в эксплуатацию станция Мангутай.

## География

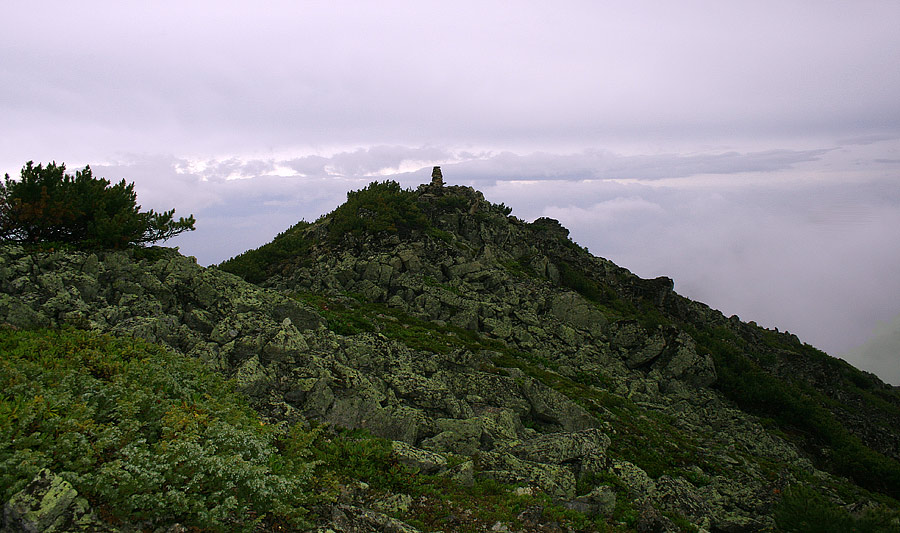
Гора Мангутай

Посёлок расположен на южном побережье озера Байкал, большей частью по левому берегу устья реки Безымянной. С юга подступают северные отроги Хамар-Дабана и по вершине Мангутай, у подножия которой находится, посёлок получил своё имя. Название происходит от бур. мүнгэтэй — «серебряный».
В посёлке находится остановочный пункт Мангутай ВСЖД, где совершают остановку пригородные электрички. По южному краю посёлка проходит федеральная магистраль Р258 «Байкал».

## Население
| 2002 | 2010 | 2011 | 2012 |
| ---- | ---- | ---- | ---- |
| 81   | ↗93  | →93  | →93  |

## Экономика
Мангутай — дачный посёлок. Выращивают овощи и клубнику на продажу. Развит горнолыжный и пеший туризм. 7 декабря 2011 года губернатор Иркутской области утвердил новые границы Особой экономической зоны (ОЭЗ) «Ворота Байкала». В обновленную ОЭЗ теперь входит и Мангутай. Планируется создание в посёлке горнолыжной базы и курорта.

## Происшествия
5 мая 2010 года в 9:15 по местному времени трое преступников остановили на перегоне между Слюдянкой и Байкальском в районе посёлка Мангутай автомобиль «Почты России» с деньгами, расстреляли водителя, обезоружили и связали инкассаторов, и взяли около 4 миллионов рублей. Правоохранительными органами производилась проверка около 400 лиц. В итоге преступление было раскрыто. Грабителями оказались два местных работника частного охранного предприятия и исполняющий обязанности военного комиссара Слюдянского района.